# Kerewan Bridge
Die Kerewan Bridge (auch Miniminiyang Bolong Bridge) ist eine Straßenbrücke im westafrikanischen Staat Gambia. Die rund 350 Meter lange und acht Meter breite Brücke überspannt den an dieser Stelle 270 Meter breiten Mini Miniyang Bolong (nach anderen Quellen Jowara Bolong bzw. Koular Bolong) westlich von Kerewan. Sie überführt die North Bank Road und in der zweiten Jahreshälfte 2000 unter der Regierung Jammeh mit einer Investitionssumme von 43 Millionen Dalasi errichtet.
Zuvor wurde die Verkehr über eine Fähre verbunden.